# 堇兰属
堇兰属（学名：Ione）是兰科下的一个属。其体态与大苞兰属（Sunipia）十分接近，只是其花苞片比花短，两个花粉块柄与粘盘互相分开。许多学者主张将其并入大苞兰属之中。